# ألين إيغر
ألين إيغر (بالإنجليزية: Allen Eager)‏ هو عازف ساكسفون أمريكي، ولد في 10 يناير 1927 في نيويورك في الولايات المتحدة، وتوفي في 13 أبريل 2003 في دايتونا بيتش في الولايات المتحدة.

## وصلات خارجية
- ألين إيغر على موقع IMDb (الإنجليزية)
- ألين إيغر على موقع ميوزك برينز (الإنجليزية)
- ألين إيغر على موقع أول ميوزيك (الإنجليزية)
- ألين إيغر على موقع ديسكوغز (الإنجليزية)